# 県央愛川農業協同組合
県央愛川農業協同組合（けんおうあいかわのうぎょうきょうどうくみあい）は、神奈川県愛甲郡愛川町中津に本店を置く農業協同組合。愛川町全域を管轄地域としている。JA県央愛川ともいう。

## 沿革
- 1982年（昭和57年）7月1日 - 中津農業協同組合、高峰農業協同組合、愛川町農業協同組合が合併して県央愛川農業協同組合が設立される。
- 2023年（令和5年）9月22日 - 春日台出張所・田代出張所を廃止。

## 店舗
- 本所、中津支所、高峰支所、半原支所
- 廃止出張所、春日台出張所、田代出張所

## 事業
- 信用事業（JAバンク）…信用事業の金融機関コードは5153。
- 共済事業（JA共済）
- 経済事業…販売事業・購買事業・指導事業
- 介護保険事業
- 利用加工事業
- 有線放送事業
- 育苗事業
- 教育事業